# Gustaf Knös (läkare)

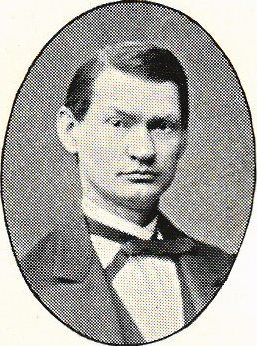
Gustaf Birger Knös.

Gustaf Birger Knös, född 6 december 1836 i Uppsala, död 18 juli 1899 i Vadstena, var en svensk psykiater. Han var son till Anders Erik Knös och Gabriella Schönherr samt bror till Carl Johan, Vilhelm och Arvid Erik Knös. 
Knös blev student vid Uppsala universitet 1857, medicine kandidat 1867 och medicine licentiat 1871. Han var distriktsläkare i Kinnekulle distrikt, Skaraborgs län, 1872, biträdande läkare vid Göteborgs hospital 1872–74, lasarettsläkare i Ljungby, Kronobergs län, 1874–80 och biträdande läkare vid Vadstena hospital från 1880.